# Salzspeicher

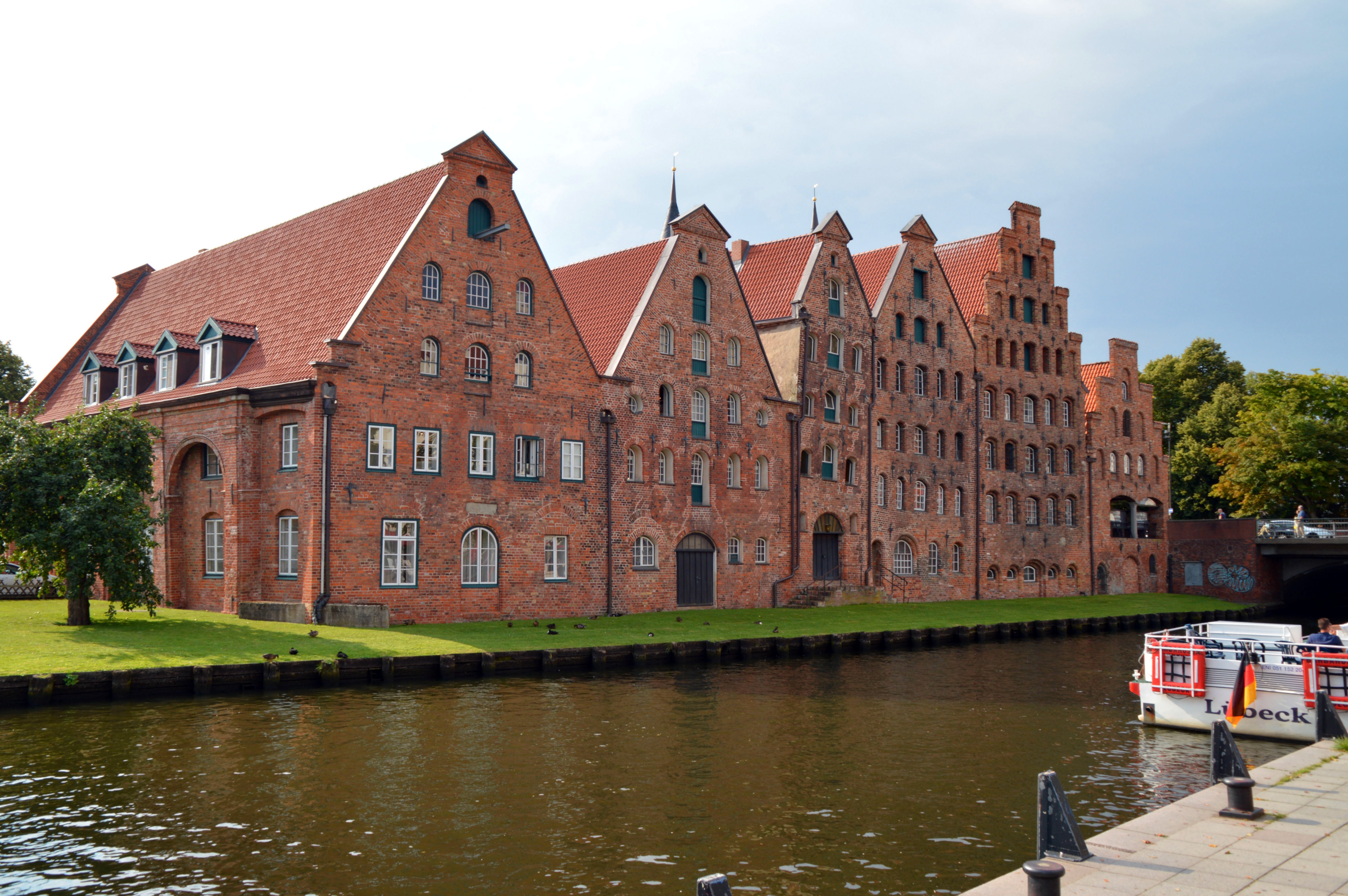
Salzspeicher

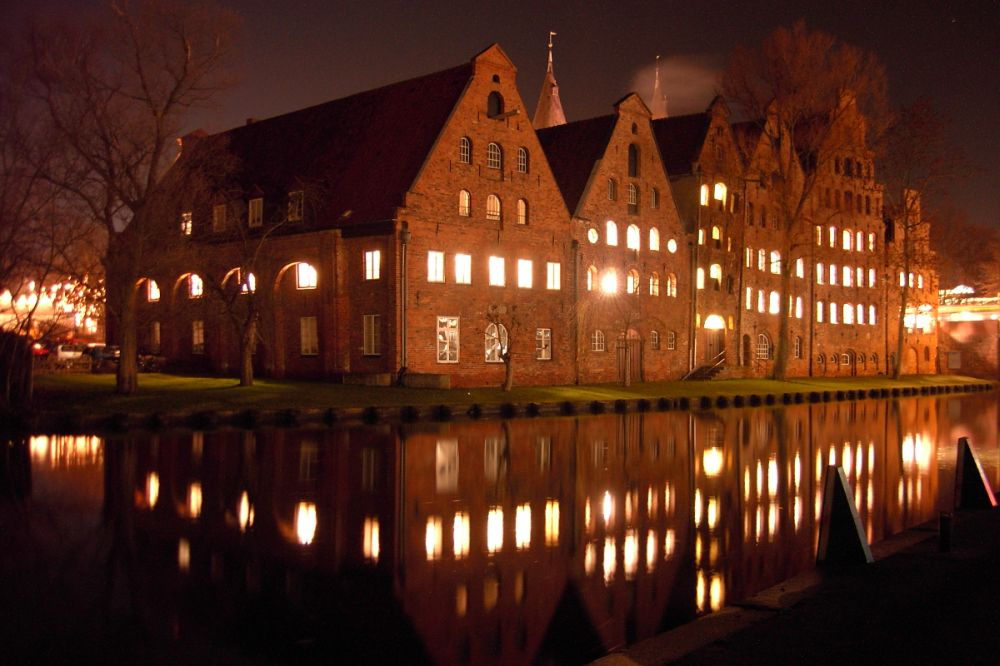

De Salzspeicher is een groep opslagmagazijnen aan de Trave in de Duitse hanzestad Lübeck, vlak naast de Holstentor. De magazijnen werden gebruikt voor de opslag van zout.
Zout werd gewonnen in een zoutmijn bij Lüneburg en naar Lübeck getransporteerd over het Stecknitzkanaal. Na opslag in de magazijnen volgde het transport naar meerdere Baltische havensteden. Het zout was voor Lübeck het sleutelproduct in de hanze.
De Salzspeicher werden gebouwd tussen 1579 en 1745. Het eerste magazijn dateert uit 1679, het vierde uit 1594, het tweede uit 1599, het derde uit 1600 en het vijfde en zesde werden gelijk gebouwd tussen 1743 en 1745. In latere jaren bleven de gebouwen opslagplaatsen, evenwel voor andere goederen waaronder kleding, graan en hout.